# Abbaye Saint-Pierre-d'Oyes
L'abbaye Saint-Pierre-d'Oyes également appelée Abbaye de Saint-Gond ou Prieuré de Saint-Gond est une ancienne abbaye aujourd'hui disparue, à Oyes (Marne).

## Histoire de l'abbaye
Fondée en 676 par saint Gond, neveu de saint Wandrille, et ses disciples, l'abbaye n'est à l'origine qu'une simple communauté installée dans les marais d'Oyes et regroupée autour d'une chapelle dédiée à saint Pierre à partir de 660. Ravagé par les incursions normandes au IXe siècle, le prieuré est relevé au Xe siècle sous le nom d'abbaye de Saint-Gond. En 1344, elle perd son rang d'abbaye et redevient prieuré sous la tutelle de l'abbaye de Montier-la-Celle. Par la suite, le prieuré est abandonné et supprimé en 1731. L'église subsiste jusqu'en 1808, date à laquelle elle est rasée.
En mai 1891, le curé d'Oyes Aristide-Désiré Millard participe à des fouilles dans les vestiges de l'abbaye et met au jour des carreaux vernissés portant l'inscription de l'artisan Giles me fit. Par la suite, ce qu'il reste de l'abbaye devient une ferme que les troupes allemandes pillent et incendient le 8 septembre 1914 pendant la bataille des Marais de Saint-Gond. Restaurés, les anciens bâtiments de l'abbaye sont aujourd'hui un gîte.
Les archives départementales de la Marne conservent des archives du prieuré allant de 1513 à 1789.